# Anthrocon

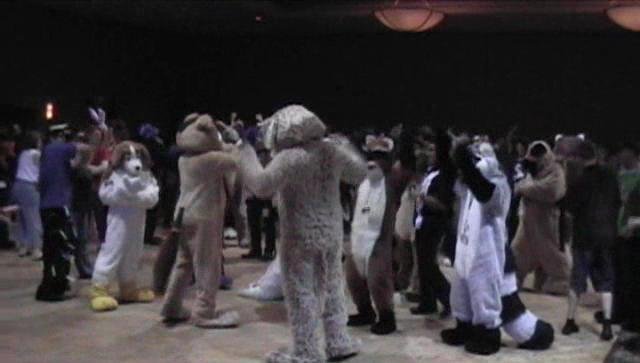
Baile del Anthrocon de 2005.

Anthrocon es la convención furry más grande del mundo con una asistencia de más de 2000 personas en los últimos años, que tiene lugar en Pittsburgh, Pensilvania cada mes de  julio. Esta se basa en los seres antropomórficos: personajes ficticios de animales con personalidad y rasgos humanos.
Fue fundada en 1997 como Albany Anthrocon (también abreviado como "AC") en el estado de Nueva York. Surgió a partir de las fiestas furry de Halloween, realizadas por Aloyen Youngblood; cuando las cifras de la asistencia se elevó a tres dígitos, decidió organizar la convención con ayuda de amigos locales,  en el Hotel Omni Albany en Albany, y tuvo una asistencia de 500 personas.
En 1999, la presidencia de la organización fue transferida al Dr. Samuel Conway, quien formalmente organizó el grupo como Anthrocon Inc. y trasladó la convención a Valley Forge, Pensilvania a un hotel más grande, el Hotel Adams Mark, en las afueras de Filadelfia.

## Modificaciones en la ubicación y fechas
Debido a la impresiva venta y cierre del hotel Adam's Mark en noviembre de 2004, Anthrocon eligió el Wyndham Franklin Plaza de Filadelfia para realizar la convención del 2005. En el 2005, anunciaron que se mudarían a David L. Lawrence Convention Center, en Pittsburgh, Pensilvania para los eventos del 2006. La convención tuvo que cambiar su fecha original en julio y se realizó en junio 15 al 18 debido a problemas de tiempo.
El Directorio de Anthrocon había planeado la relocalización a Pittsburgh antes de que ocurriera la venta del Hotel Adam Mark, debido al aumento de asistencias a la convención. Anthrocon comenzó a pedir opiniones sobre el traslado a Pittsburgh en octubre del 2004. La convención ya era demasiado grande para cualquier hotel accesible en Filadelfia y el hotel Adam Mark tenía la mayor capacidad para convenciones que el resto de los hoteles de la ciudad, antes de ser demolido. El cierre del hotel Adam Mark adelantó los planes año
Algunos se opusieron al cambio y la mayoría estuvo a favor. Mucho de los asistentes que apoyaron la medida vivían lejos de Pensilvania que la nueva localización no le presentó ningún cambio significativo en sus viajes.

## Dirigentes
El presitente de la convención, el Dr. Samuel Conway (apodado "Kagemushi o "Uncle Kage"), el supervisa las operaciones de la convención con ayuda del personal y voluntarios que donan su tiempo y energía durante el fin de semana para colaborar con la multitud de tareas que se presentan.
La junta directiva lo comprenden:
- John "K.P." Cole - Programación
- Brian "Rigel" Harris - Subasta de caridad, mascarada
- Karl "Xydexx" Jorgensen - Publicaciones
- Peter "PeterCat" Kappesser - Presentación de arte
- Phaedra "Wyldekyttin" Meyer - Sala de ventas
- Douglas "Giza" Muth - Operaciones, sitio web, administrador del sistema
- George "Tigerwolf" Nemeyer - Sala de internet
- Robert "Chiaroscuro" Armstrong - Registro
- Steve "SimbaLion" Hopps - Audio/Video

## Programación
- Ceremonias de apertura y clausura
- Cubiculo de Comerciantes
- Muestra de arte (PG y 18+)
- Callejón de Artistas
- Comedia
- Mascarada
- Subasta de caridad
- Salón de internet
- El zoológico
- Salón del superpatrocinador
- Almuerzo del superpatrocinador
- Baile fursuit
- Baile de los 80
- Rave furry
- Bail del DJ
- Salón cápsula
- Desfile de fursuits
- Juegos

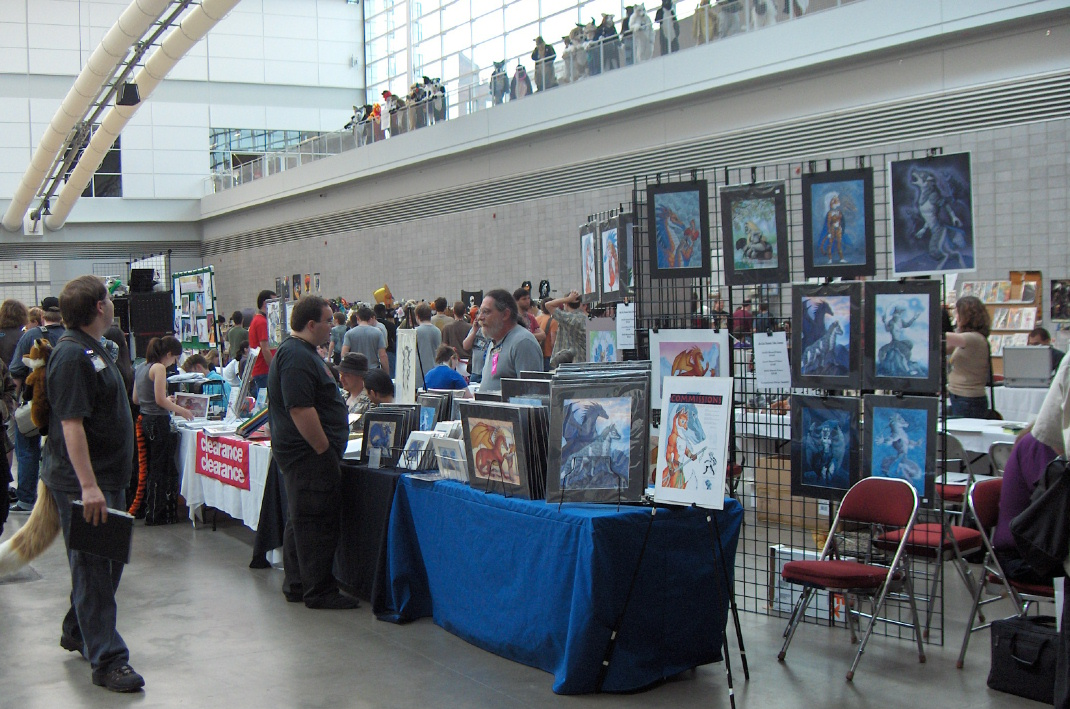
galería de arter.2006

- Torneo de DDR (Dance Dance Revolution)
- Grupos de interés especial
- Hora de las Historias de Uncle Kage
- Demostración de arte
- Instrucción en manejo de marionetas

## Caridades
Cada año, Anthrocon elige una caridad local relacionada con animales para que sea beneficiaria de su subasta de caridad
Caridades pasadas y cantidad recaudada:
- 1997: Therapy Dogs-$2,200
- 1998: Whiskers-$3,092
- 1999: Great Valley Nature Center- $3,600
- 2000: National Greyhound Adoption Program-$6,500
- 2001: Reins of Life-$7,273
- 2002: Canine Partners for Life-$13,208
- 2003: Support Our Shelter-$8,348
- 2004: Forgotten Felines & Fidos-$7,200
- 2005: Greater Philadelphia Search & Rescue-$6,470
- 2006: Western Pennsylvania National Wild Animal Orphanage-$8,407
- 2007: Animal Friends-$6,608
- 2008: Pittsburgh Parrot Rescue-$13,154
- 2009: Animal Rescue League-$8,992

## Incorporación y marcas
Anthrocon, Inc. fue incorporado como una organización sin ánimo de lucro el 5 de junio de 1998 y registrado como 501(c)(7) club social y de recreación en el estado de Pensilvania. Esta clasificación difiere del estatus 501(c)(3) de Midwest Furry Fandom y Anthropomorphic Arts and Education. Más notable, las donaciones no son deducibles de impuestos para donantes, pero en compensación la compañía tiene mayor flexibilidad sobre sus operaciones y mayor libertad de restringir el acceso a los no miembros.
Las solicitudes para registrar la palabra "Anthrocon" y la "Pata Anthrocon" como marca en los Estados Unidos fueron archivadas el 18 de septiembre y el 12 de noviembre de 2006, respectativamente. De acuerdo con estos archivos la palabra "Anthrocon" se usa por primera vez el 1 de febrero de 1997, mientras que el logo se había usado desde el 30 de junio de 1998.